# Epacrocerus splendens
Epacrocerus splendens är en tvåvingeart som beskrevs av Hardy 1982. Epacrocerus splendens ingår i släktet Epacrocerus och familjen borrflugor. Inga underarter finns listade i Catalogue of Life.